# Leo Fernández
Leonardo Cecilio Fernández López (Montevidéu, 8 de Novembro de 1998) é um futebolista uruguaio que atua como meia-atacante e ponta. Atualmente é jogador do Peñarol.
Nascido no Uruguai, jogou no Fénix no início de sua carreira. Depois, foi para o futebol mexicano jogar no Tigres, onde foi emprestado para Universidad de Chile e Toluca. Ele foi tão bem no Toluca que foi contratado indefinitivo para a equipe. Ele foi emprestado para o Fluminense e Peñarol, fazendo uma grande temporada pela equipe uruguaia.
Leonardo, junto com Neri Cardozo, são os únicos jogadores que ganharam a Liga dos Campeões da CONCACAF e a Copa Libertadores da América.

## Carreira

### Fénix
Leo Fernández começou sua carreira de base no Club Social y Deportivo Nuevo Amanecer do Uruguai, local onde nasceu. Mais tarde, em 2011, foi jogar na base do CA Fénix, onde assinou um contrato profissional com o clube em 2015.
Ele estreou pelo clube em 31 de Maio de 2015, na derrota de 2-0 em frente ao Peñarol pelo Torneio Clausura do Campeonato Uruguaio.
Marcou seu primeiro gol pelo Fénix na vitória de 2-1 contra o El Tanque Sisley, em 25 de Março de 2017. Seu primeiro doblete pelo clube uruguaio aconteceu em 4 de Março de 2018, na derrota de 3-2 contra o Defensor Sporting. Em 29 de Julho, Leo marcou seu primeiro hat-trick pelo Fénix, na goleada de 5-0 contra o Cerro.
Sua passagem no Fénix durou 4 anos, com 91 aparições, marcando 25 gols e 19 assistências.

### Tigres
Em 24 de Maio de 2019, Leo foi contratado ao Tigres UANL do México por 600 mil dólares (R$ 2,3 milhões na cotação da época). Ele foi emprestado ao Universidad de Chile pois estava sem espaço no clube mexicano.

#### Universidad de Chile
Leo ficou 6 meses no clube chileno. Seu único gol pela equipe foi no empate de 2-2 contra o Coquimbo Unido, em 31 de Agosto de 2019.

#### Empréstimo ao Toluca
Em 12 de Dezembro de 2019, Leo foi emprestado ao Toluca, outro clube mexicano. Sua estreia no clube aconteceu em 11 de Janeiro de 2020, na vitória de 1-0 sobre o Monarcas Morelia. Ele foi substituido por Kevin Escamilla aos 63 minutos.
Seu primeiro gol pelo Toluca foi na derrota de 3-2 contra o Necaxa 8 dias depois de sua estreia. Sua primeira passagem pelo Toluca deu certo, com o meia marcando 8 gols em 14 jogos.

#### Retorno ao Tigres
Ele voltou ao Tigres em junho de 2020. Seu primeiro gol pela equipe foi na vitória de 2-0 sobre o Monterrey.
Foi no clube que Leo ganhou seu primeiro título na carreira, a Liga dos Campeões da CONCACAF de 2020.

### Toluca
Em 18 de Dezembro de 2021, o perfil do Toluca anunciou no Twitter a contratação oficial do meia.

#### 2022
Na temporada 2022, Leo foi bem pelo time mexicano, marcando 7 gols e 3 assistências em 15 jogos em sua primeira temporada.[carece de fontes?] Marcou seu primeiro doblete no empate de 2-2 contra o Monterrey em 6 de abril de 2022.

#### Fluminense
Em 4 de Julho de 2023, o Fluminense contratou Leo por empréstimo até junho de 2024.
| “               | Quero agradecer, pois desde o momento em que surgiu a possibilidade de vir ao Fluminense o apoio que recebi nas redes sociais foi muito grande. Quero dizer também que aqui tem um jogador que vai se entregar ao máximo para o clube e fazer tudo o que for possível para somar e ajudar o clube a conseguir os objetivos | ” |
| — Leo Fernandez | |   |

Na temporada 2023 pelo tricolor carioca, Leo não conseguiu ganhar muito destaque pela equipe. Sua estreia pelo clube ocorreu no centésimo Fla-Flu do século, em 16 de julho de 2023. O jogo ficou 0-0, com Leo entrando no lugar de Paulo Henrique Ganso.
Seu único gol pelo Fluminense, foi um golaço de falta na vitória magra de 1-0 contra o Cruzeiro pelo Campeonato Brasileiro.
Leo Fernández foi selecionado para a Final da Copa Libertadores da América de 2023, onde o Flu ia disputar contra o Boca Juniors. Leo não chegou a entrar na partida, mas viu seu time ganhar a Libertadores pela primeira vez, e, para Leo, era seu segundo título na carreira.

#### Empréstimo ao Peñarol
Em 17 de Janeiro de 2024, depois de Leo Fernández rescindir o empréstimo com o clube carioca, ele foi anunciado no Peñarol.

#### 2024
Leo estreou pelo Peñarol em 5 de fevereiro de 2024, na vitória de 2-0 contra o Boston River pela Copa Uruguay. Em seu próximo jogo pelo Peñarol, Leo marcou um hat-trick contra o Liverpool.
Leo começou a ganhar destaque pelo Peñarol na Copa Libertadores, onde o jogador foi um pilar importante para a equipe. Ele conseguiu levar o clube uruguaio à semifinais da competição, onde caíram para o Botafogo por 6-3 no agregado, que seriam campeões mais tarde. O jogador conseguiu fazer 3 gols na Liberta, e, também, foi o líder de assistências.
Com essas atuações no torneio, ele entrou na Seleção da Libertadores.
No Campeonato Uruguaio, Leo foi o artilheiro da competição, marcando 16 gols.

## Carreira internacional
Como jogador de seleção uruguaia de base, Fernández representou o Uruguai no Campeonato Sul-Americano de Futebol Sub-17 de 2015 e nos Jogos Pan-Americanos de 2019.

## Estilo de jogo
Habilidoso e ótimo finalizador de média distância, costuma atuar centralizado como um legítimo armador, mas também pode cair pelas pontas. Por vezes, no entanto, abusa da individualidade, com o jogo coletivo e a disciplina tática sendo os "pontos fracos" de seu jogo.

## Títulos

#### Tigres
- Liga dos Campeões da CONCACAF: 2020

#### Fluminense
- Copa Libertadores da América: 2023

#### Peñarol
- Campeonato Uruguaio: 2024

#### Individiual
- Jogador do Mês da Liga MX: Janeiro de 2020[33]
- Equipe da temporada da Copa Libertadores da América: 2024
- Equipe Ideal da América (El País): 2024[34]